# Campeonato mundial de Magic: el encuentro de 2007
El Campeonato Mundial de Magic del 2007 tuvo lugar durante los días 6-9 de diciembre, en el Jacob K. Javits Center of New York en Nueva York, Estados Unidos. Los primeros 64 puestos recibieron en total $215,600 en premios.
El ganador del torneo fue Uri Peleg (Israel), quien derrotó a Patrick Chapin (EE. UU.) por 3-1 en la final. Katsuhiro Mori quedó dentro de los top 8 por tercer año consecutivo, mientras que Gabriel Nassif hizo su segundo Top 8 consecutivo. Casualmente, ambos imitaron su respectiva participación en el año pasado (Mori fue eliminado en los cuartos de final, Nassif en la semifinal). Por otra parte, antiguas leyendas tuvieron una regular actuación, como Kai Budde (361.º) o Jon Finkel (139.º).

## Finales
|  | Cuartos de final  | Cuartos de final |                |                 | Semifinales | Semifinales |  |           | Final | Final |  |
|  |                   |                  |                |                 |             |             |  |           |       |       |  |
|  |                   |                  |                |                 |             |             |  |           |       |       |  |
|  | Christoph Huber   | 1                |                |                 |             |             |  |           |       |       |  |
|  | Christoph Huber   | 1                |                |                 |             |             |  |           |       |       |  |
|  | Koutarou Otsuka   | 3                |                |                 |             |             |  |           |       |       |  |
|  | Koutarou Otsuka   | 3                |                | Koutarou Otsuka | 1           |             |  |           |       |       |  |
|  |                   |                  |                | Koutarou Otsuka | 1           |             |  |           |       |       |  |
|  |                   |                  | Uri Peleg      | 3               |             |             |  |           |       |       |  |
|  | Katsuhiro Mori    | 0                | Uri Peleg      | 3               |             |             |  |           |       |       |  |
|  | Katsuhiro Mori    | 0                |                |                 |             |             |  |           |       |       |  |
|  | Uri Peleg         | 3                |                |                 |             |             |  |           |       |       |  |
|  | Uri Peleg         | 3                |                |                 |             |             |  | Uri Peleg | 3     |       |  |
|  |                   |                  |                |                 |             |             |  | Uri Peleg | 3     |       |  |
|  |                   |                  | Patrick Chapin | 1               |             |             |  |           |       |       |  |
|  | Gabriel Nassif    | 3                | Patrick Chapin | 1               |             |             |  |           |       |       |  |
|  | Gabriel Nassif    | 3                |                |                 |             |             |  |           |       |       |  |
|  | Roel van Heeswijk | 1                |                |                 |             |             |  |           |       |       |  |
|  | Roel van Heeswijk | 1                |                | Gabriel Nassif  | 2           |             |  |           |       |       |  |
|  |                   |                  |                | Gabriel Nassif  | 2           |             |  |           |       |       |  |
|  |                   |                  | Patrick Chapin | 3               |             |             |  |           |       |       |  |
|  | Yoshitaka Nakano  | 2                | Patrick Chapin | 3               |             |             |  |           |       |       |  |
|  | Yoshitaka Nakano  | 2                |                |                 |             |             |  |           |       |       |  |
|  | Patrick Chapin    | 3                |                |                 |             |             |  |           |       |       |  |
|  | Patrick Chapin    | 3                |                |                 |             |             |  |           |       |       |  |
|  |                   |                  |                |                 |             |             |  |           |       |       |  |

## Posiciones finales
| Individuales | Individuales      | Individuales    |
| Lugar        | Nombre            | Mazo (Standard) |
| ------------ | ----------------- | --------------- |
| 1            | Uri Peleg         | Doran Aggro     |
| 2            | Patrick Chapin    | DragonStorm     |
| 3            | Gabriel Nassif    | DragonStorm     |
| 4            | Koutarou Ootsuka  | Mannequin       |
| 5            | Cristoph Huber    | B/G Aggro       |
| 6            | Yoshitaka Nakano  | B/G Elves       |
| 7            | Katsuhiro Mori    | B/G Elves       |
| 8            | Roel van Heeswijk | B/G Aggro       |

| Competencia por equipos | Competencia por equipos | Competencia por equipos                                              |
| Lugar                   | País                    | Integrantes                                                          |
| ----------------------- | ----------------------- | -------------------------------------------------------------------- |
| 1                       | Suiza                   | Nico Bohny, Manuel Bucher Christoph Huber, Gennari Raphael           |
| 2                       | Austria                 | Thomas Preyer, David Reitbauer Stefan Stradner, Helmut Summersberger |